# Bruce Bueno de Mesquita

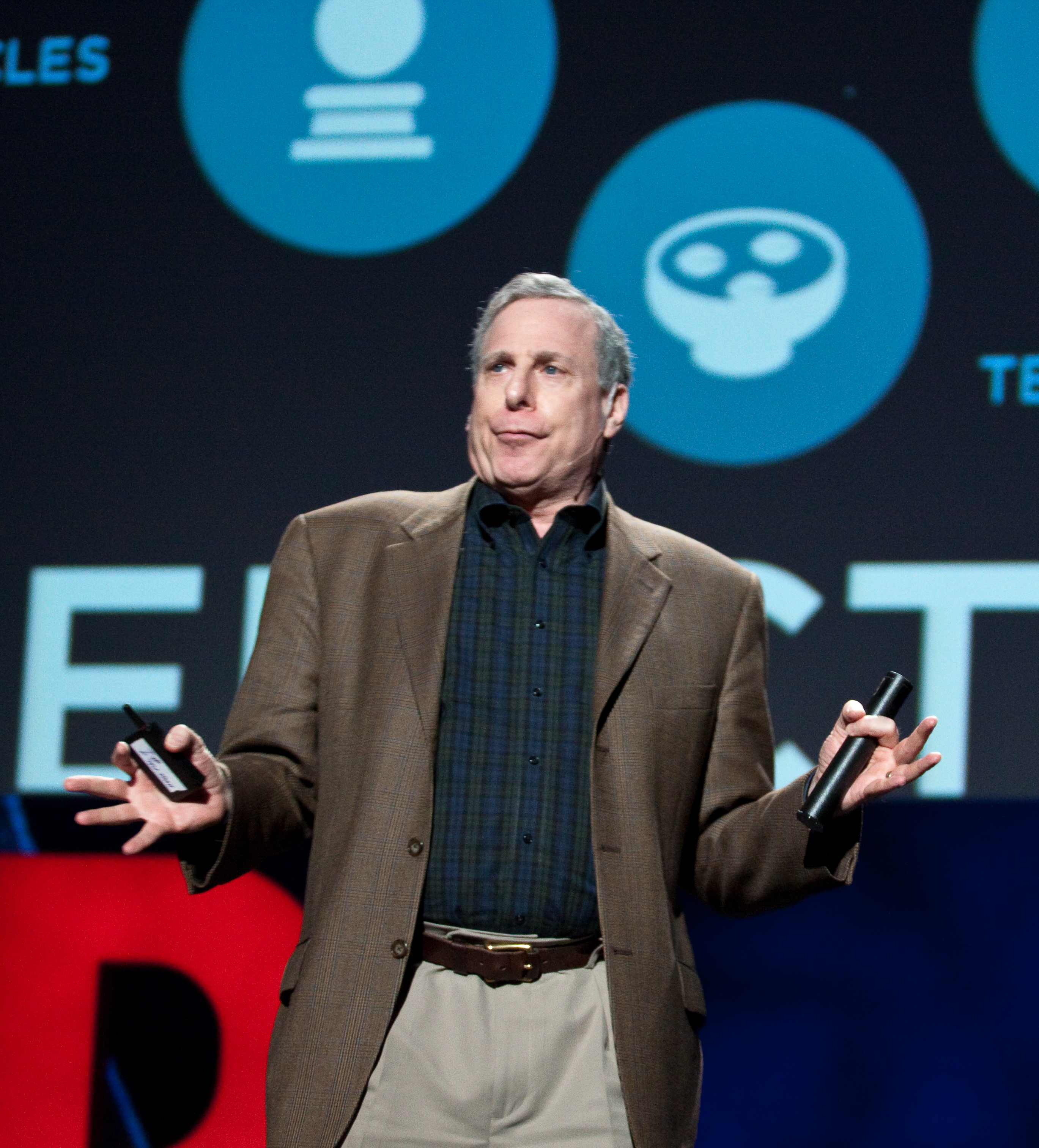
Bruce Bueno de Mesquita, 2009

Bruce J. Bueno de Mesquita (* 24. November 1946) ist ein US-amerikanischer Politikwissenschaftler, der Julius Silver Professor der New York University ist und zudem emeritierter Senior Fellow der Hoover Institution an der Stanford University. Sein Fachgebiet sind die Internationalen Beziehungen. 2001/02 amtierte er als Präsident der International Studies Association (ISA)
Bueno de Mesquita machte das Bachelor-Examen 1967 an der City University of New York, Master-Abschluss und Promotion folgten 1968 und 1971 an der University of Michigan. Seine erste Professur für Politikwissenschaft hatte er an der University of Rochester (1981–1994). Er war 1999 Gastprofessor der niederländischen Universität Groningen und 2016 der israelischen Universität Haifa. 1992 wurde er in die American Academy of Arts and Sciences gewählt.
Das von ihm gemeinsam mit Alastair Smith verfasste Buch The Dictator's Handbook war die Vorlage der  2021 ausgestrahlten Geschichts-Dokumentarserie How to Become a Tyrant.

## Schriften (Auswahl)
- Principles of international politics. 5. Auflage, Sage/CQ Press, Los Angeles 2014, ISBN 978-1-4522-0298-3.
- mit Alastair Smith: The Dictator's Handbook, PublicAffairs 2011, ISBN 978-1-61039-044-6.
- The trial of Ebenezer Scrooge. Ohio State University Press, Columbus 2001, ISBN 0-8142-5086-6.
- The war trap. Yale University Press, New Haven 1981, ISBN 0-300-02558-0.
- Strategy, risk, and personality in coalition politics. The case of India. Cambridge University Press, Cambridge/New York 1975, ISBN 0-521-20874-2.